# Karol Kamiński (koszykarz)
Karol Kamiński (ur. 28 października 1997) – polski koszykarz, grający na pozycji rzucającego obrońcy, obecnie zawodnik Górnika Trans.eu Wałbrzych.
5 lipca 2019 dołączył do Trefla Sopot. 10 stycznia 2020 opuścił klub. Tego samego dnia dołączył do I-ligowego Górnika Trans.eu Wałbrzych

## Osiągnięcia
Stan na 26 stycznia 2020.
Drużynowe
- Mistrz Polski juniorów starszych (2016)
- Awans do II ligi z Gold Wings Brokers Politechniką Gdańską (2014)